# Адамов завет
Адамов завет је хришћанско псеудепиграфско дело на сиријском, арапском, гаршуни, етиопском, јерменском, грузијском и грчком језику. Најранији рукопис потиче из 9. века, али је текст највероватније настао између 2. и 5. века наше ере, могуђе у хришћанским заједницама у Сирији. За циљ има да повеже последње речи Адама своме сину Ситу, у којем говори о молитви, а затим пророкује и долазак месије и Велики потоп.